# Fuite des cerveaux

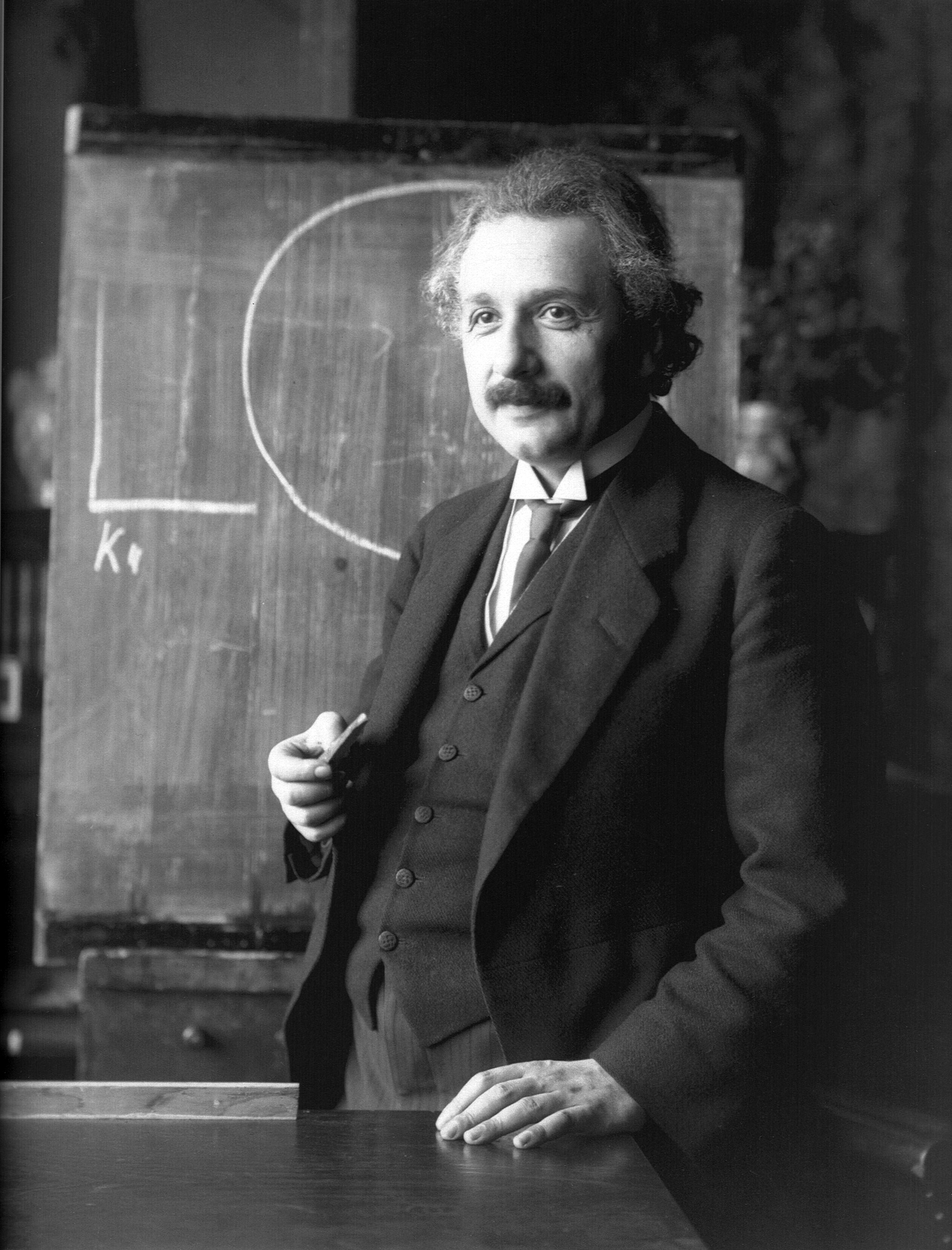
La plus célèbre « fuite de cerveau » vers les États-Unis est celle d'Albert Einstein, au début des années 1930.

La « fuite des cerveaux » (terminologie en sociologie), « exode des cerveaux » (Québec) ou « fuite du capital humain » (terminologie en économie), désigne de façon populaire les flux migratoires de scientifiques, de chercheurs ou plus généralement de personnes à haut niveau de qualification qui s'installent à l'étranger pour trouver de meilleures conditions de vie, d'études, de travail ou de rémunérations. Dans les estimations statistiques, on se réfère plutôt au taux d'émigrants parmi les personnes ayant au moins deux années d'éducation supérieure.

## Historique
Lorsque le débat sur la « fuite des cerveaux » est apparu dans les années 1960, il ne concernait que les pays riches. Selon une autre enquête citée dans le rapport, trois quarts des scientifiques partis aux États-Unis étaient de retour en Grande-Bretagne. Toutefois, les États-Unis continuèrent à être accusés de « parasiter les cerveaux d'autres pays », une accusation à laquelle se rallièrent d'autres pays développés, tels les puissances européennes, l'URSS, Israël, l'Australie etc.
Le débat sur la « fuite des cerveaux » a gagné le statut d'un débat « éthique », motivé par le sort des pays en développement, après le changement, par les États-Unis, de leur législation sur l'immigration. Les États-Unis disposaient depuis 1924 d'un système de quotas par origine qui devait garder constante la composition ethnique du pays et qui privilégiait les Britanniques et les migrants des pays européens. Par la modification de la loi sur l’immigration en 1965, le système des quota était abandonné à la faveur d'une ouverture pour les migrants des pays non-européens, notamment les pays asiatiques, alors en voie de développement. C'est ainsi que la « fuite des cerveaux » a commencé à désigner un courant migratoire dirigé à la fois du Sud au Nord et au profit des seuls pays industrialisés. Dans les années 1970, des organisations internationales (UNCTAD, UNITAR) ont contribué à institutionnaliser cette vision, les migrants qualifiés étant vus comme un simple « transfert inverse de technologie » entre les pays.
La fuite des cerveaux peut être une aubaine pour les pays en développement dans la mesure où le taux d’émigration qualifiée de ces pays se limite entre 5 et 10 %. De nombreuses études mettent en relief les répercussions positives de la fuite des cerveaux (notion de brain gain, « attraction des compétences ») : transferts d’argent des migrants vers leurs pays d’origine, migrations de retour, externalités engendrées par la diaspora, qualité de la gouvernance, augmentation du rendement de l’éducation.
Malgré de nombreuses études de cas par pays, une évaluation empirique systématique du stock des migrants qualifiés dans les pays de l'OCDE n'est apparue qu'à la fin des années 1990 et au début des années 2000. Ces études définissent la "fuite des cerveaux" par le taux des départs parmi les personnes ayant au moins deux années d'éducation tertiaire. Les pays de taille réduite ou ayant une population éduquée peu nombreuse accusent un niveau de "fuite des cerveaux" plus important. Toutefois selon une étude du Fonds monétaire international publiée en 2009, le pays connaissant la fuite des cerveaux la plus importante du monde est la République Islamique d'Iran. Les effets économiques de ces départs ne sont pas quantifiés à ce jour, le rapatriement de devises pouvant atténuer voire compenser l'émigration de l'élite d'un pays.
Le nombre de migrants internationaux est estimé entre 5 et 10 millions de personnes par an (analyse des flux), passant d'environ 150 millions de personnes en 2000, à 230 millions en 2014  (analyse des stocks). Les individus qualifiés ont un poids de plus en plus important dans la structure éducative des migrations internationales. Environ la moitié des migrants internationaux résident dans dix pays de l'OCDE, le nombre de migrants ayant un niveau d’éducation élevé y atteint 27.3 millions en 2010/2011.

## Pays du Sud économique
En Afrique les pays les plus affectés par la fuite des cerveaux sont les pays à faibles revenus : Cap-Vert (67 % du personnel qualifié), Gambie (63 %), Maurice (56 %). Les pays les moins touchés sont le Maroc (17 %), la Tunisie (9,6 %), l'Égypte (4,6 %), le Burkina Faso (2,6 %). 
Ainsi Haïti (plus de 80 % d’exode), les îles du Cap-Vert, Samoa, la Gambie et la Somalie ont vu ces dernières années plus de la moitié de leurs cadres partir vers les pays riches. En 2004, un million de personnes sont parties en quête de meilleures conditions de vie et de travail, soit 15 % des diplômés de l'enseignement supérieur de ces pays. 
Par contre, les pays les moins avancés asiatiques (Bangladesh, Népal ou Bhoutan), avec moins de 5 % de départ, ont su conserver leur élite.
3 % de la population africaine est diplômée de l'enseignement supérieur et dans les années 1990-2000, la migration de ces diplômés a augmenté de 123 % en Afrique de l'Ouest contre 53 % pour les non qualifiés.
Un rapport de l'OMS sur l'émigration des personnels de santé vers les pays de l'OCDE, bien qu'estimant cette contribution insuffisante pour expliquer « la crise des ressources humaines de la santé […] au niveau mondial », juge « très préoccupante » la situation créée par le « taux élevé d'émigration, conjugué à la très faible densité des médecins sur place », dans « les pays des Caraïbes et un certain nombre de pays d'Afrique, notamment de pays lusophones et francophones ». Le rapport note également la forte progression de ces flux migratoires, en particulier en ce qui concerne les médecins. Selon Habib Ouane, coordinateur d'un rapport de la CNUCED intitulé Savoir, apprentissage technologique et innovation dans la perspective du développement, « l'Île-de-France compte plus de médecins béninois que le Bénin ».
La fuite des cerveaux a principalement des effets néfastes sur le développement de ces pays. Même si les migrants transfèrent des fonds dans leurs pays d'origine, cela ne parvient pas à compenser les pertes occasionnées par leurs départs(coût de leur formation, emploi de personnel expatrié ... ). En somme, cette forme de migration prive ces pays des hommes capables d'assurer leur développement.

## Afrique du Sud
Comme beaucoup de pays africains, l'Afrique du Sud connait une fuite des compétences depuis les 20 dernières années. Ceci a été particulièrement préjudiciable aux populations les plus pauvres, touchées par l'épidémie de SIDA et en manque de personnel médical. Cette émigration est en partie due à la politique du Black Economic Empowerment qui pousse beaucoup de sudafricains blancs à émigrer, mais cette fuite touche aussi les noirs diplômés.
Pour l'ensemble de l'Afrique anglophone, dans le seul domaine médical, le coût de formation des étudiants qui émigrent s'élève à 1,5 milliard d'euros, alors que le gain pour les pays d'accueil (« brain gain », pendant du terme « brain drain ») qui n'ont pas à former ces compétences se chiffre en milliards d'euros : 2 milliards d'euros pour le seul Royaume-Uni.

## France
En économie, en 1998, 40 % des économistes français « de premier rang », c'est-à-dire se classant parmi les 1 000 premiers chercheurs mondiaux, en fonction de leur nombre de publications scientifiques, sont expatriés aux États-Unis. 
En biologie, les dix Français expatriés les plus productifs publient autant que tous les chercheurs de l'Institut Pasteur, selon une étude de Philippe Even, ancien doyen de l'hôpital Necker-Enfants malades. Leur score, en nombre de publications ou en facteurs d'impacts, est le même que celui des dix meilleurs français restés sur le territoire.
Exemples : Luc Montagnier, prix Nobel de médecine 2008 est allé poursuivre ses recherches aux États-Unis, de 1997 à 2001, en tant que professeur et directeur du Centre de biologie moléculaire et cellulaire au Queens College de l'université de New York, avant de revenir en France. D'autres jeunes chercheurs français témoignent des raisons de leur départ.

## Québec
Les hauts diplômés du Québec ont eu longtemps tendance à quitter le Québec pour une province canadienne ou un autre pays pour de meilleurs salaires ou un meilleur environnement de recherche ou de travail.  On chiffre cette proportion à 74 % chez les titulaires anglophones d'un diplôme doctoral.
L'exode des cerveaux a défrayé la chronique à la fin des années 1990 au Québec pour qu'on augmente les budgets de recherches afin de garder ses cerveaux.

## Chine
Près de 1,4 million de Chinois sont allés étudier et enseigner dans les universités à l'étranger, et seulement un quart d'entre eux sont rentrés une fois diplômés. En effet, à la suite d'un rapport de l'académie chinoise des sciences sociales, la Chine est aujourd'hui en manque de spécialistes dans tous les domaines de son économie[source insuffisante].